# Ponikovica
Ponikovica (izvirno srbsko Пониковица) je naselje v Srbiji, ki upravno spada pod Mesto Užice; slednja pa je del Zlatiborskega upravnega okraja.

## Demografija
V naselju živi 295 polnoletnih prebivalcev, pri čemer je njihova povprečna starost 42,2 let (40,6 pri moških in 44,0 pri ženskah). Naselje ima 111 gospodinjstev, pri čemer je povprečno število članov na gospodinjstvo 3,26.
To naselje je, glede na rezultate popisa iz leta 2002, večinoma srbsko.
|  |

| Demografija | Demografija     | Demografija     |
| Leto        | Št. prebivalcev | Št. prebivalcev |
| ----------- | --------------- | --------------- |
|             |                 |                 |
|             |                 |                 |
|             |                 |                 |
|             |                 |                 |
| 1948        | 489             |                 |
| 1953        | 526             |                 |
| 1961        | 510             |                 |
| 1971        | 446             |                 |
| 1981        | 391             |                 |
| 1991        | 355             | 355             |
| 2002        | 364             | 362             |
|             |                 |                 |

| Etnična sestava po popisu iz leta 2002 | Etnična sestava po popisu iz leta 2002 | Etnična sestava po popisu iz leta 2002 | Etnična sestava po popisu iz leta 2002 | Etnična sestava po popisu iz leta 2002 |
| -------------------------------------- | -------------------------------------- | -------------------------------------- | -------------------------------------- | -------------------------------------- |
| Srbi                                   | Srbi                                   |                                        | 361                                    | 99,72%                                 |
| Neznano                                | Neznano                                |                                        | 1                                      | 0,27%                                  |